# Passalora brachycarpa
Passalora brachycarpa är en svampart som först beskrevs av Hans Sydow, och fick sitt nu gällande namn av U. Braun & Crous 2003. Passalora brachycarpa ingår i släktet Passalora och familjen Mycosphaerellaceae.   Inga underarter finns listade i Catalogue of Life.